# Théâtre Stary
Le Théâtre Stary (Vieux Théâtre) de Cracovie est une scène polonaise inaugurée en 1781. Il est le deuxième théâtre le plus ancien de Pologne après le Théâtre national de Varsovie fondé en 1765. En 1991, le Théâtre Stary obtient le statut du théâtre national et prend le nom de Helena Modrzejewska, en l'honneur de la plus célèbre actrice polonaise qui s'y produisait au XIXe siècle.
Depuis 2024, sa directrice est Dorota Ignatjew (pl). La direction artistique est assumée par le Conseil Artistique composés par les acteurs du Théâtre : Anna Dymna, Ewa Kaim, Anna Radwan, Dorota Segda, Roman Gancarczyk, Radosław Krzyżowski et Krzysztof Zawadzki. Le théâtre appartient au réseau de théâtres européens mitos21.

## Histoire

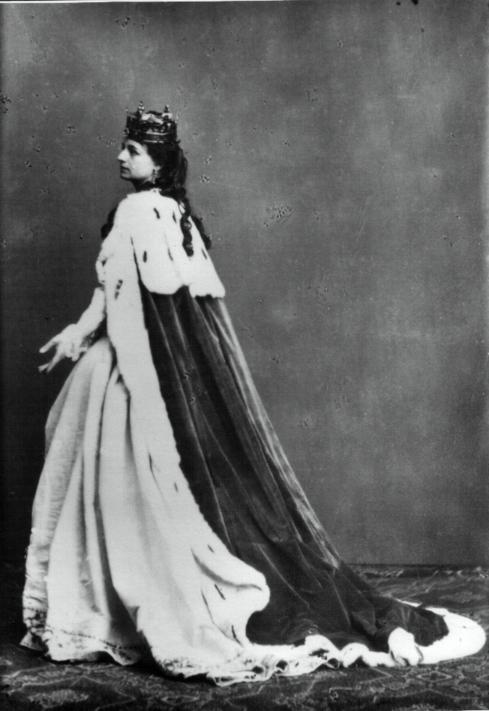
Helena Modrzejewska, 1866

L'histoire du théâtre public à Cracovie commence le 20 octobre 1781 avec la représentation publique donnée par la troupe varsovienne des "Acteurs nationaux", dirigée par Mateusz Witkowski et financée par Jacek Kluszewski. Le spectacle a lieu dans une salle louée au Palais Spiski situé au 34 Place du Marché. En 1798, Jacek Kluszewski décide d'ouvrir sa propre scène et confie la tâche d'adaptation des bâtiments à l'angle de la place Szczepański et rue Jagielońska à l'architecte d'origine français Etienne Humbert. Le nouveau théâtre que Kluszewski dirige jusqu'à 1830, est inauguré en janvier 1799.
En 1865, après une période d'activité difficile, le théâtre acquiert une nouvelle énergie. Le nouveau directeur, le comte Adam Skorupka, apporte de nouvelles décorations de Vienne, engage un metteur en scène expérimenté de Varsovie et de nouveaux acteurs dont Helena Modrzejewska dont les créations dans Adrianna, Marie Stuart et Barbara Radziwiłłówna sont aujourd'hui légendaires.
Le théâtre connait sa meilleure période 1866-1885 sous la direction artistique de Stanisław Koźmian. Il met en scène des pièces classiques et du théâtre contemporain polonais : Juliusz Słowacki, Adam Mickiewicz,Aleksander Fredro, Franciszek Zabłocki, Wojciech Bogusławski, Johann Wolfgang Goethe, Shakespear, Friedrich Schiller
À la fin du XIXe siècle, l'importance du Vieux théâtre diminue jusqu'à s'éteindre, en raison de l'ouverture du très élégant Théâtre Juliusz-Słowacki qui lui reprend son public. Au début du XXe siècle, le théâtre prend son apparence actuelle dans un style architectural Art déco conçu par les architectes Tadeusz Stryjeński et Franciszek Mączyński. Au tournant des années 1920 et 1930, l'École d'Art Dramatique s'installe dans son bâtiment.
Après la Seconde guerre mondiale, le théâtre renaît. Des grands artistes comme Tadeusz Kantor, Jerzy Grotowski, Jerzy Jarocki, Zygmunt Hübner, Józef Szajna ou Krystian Lupa contribuent à créer la légende du théâtre. Certains spectacles, comme le drame Les Aïeux d’Adam Mickiewicz mis en scène par Konrad Swinarski, ou Les Possédés de Fiodor Dostoïevski d'Andrzej Wajda, entrent dans l’histoire du théâtre polonais.
Actuellement, le théâtre comprend cinq scènes dont quatre au bâtiment principal et une dans un local indépendant au 21 Starowiślna. Le répertoire du théâtre est composé de pièces contemporaines et de nouvelles interprétations des pièces classiques.

## Acteurs du théâtre
- Jerzy Bińczycki
- Mieczysława Ćwiklińska
- Anna Dymna
- Jan Frycz
- Krzysztof Globisz
- Katarzyna Gniewkowska
- Barbara Grabowska
- Gustaw Holoubek
- Tadeusz Łomnicki
- Helena Modrzejewska
- Marta Nieradkiewicz
- Jan Nowicki
- Franciszek Pieczka
- Wojciech Pszoniak
- Jerzy Radziwiłowicz
- Jerzy Stuhr
- Danuta Szaflarska
- Jerzy Trela